# Steve Valentine
Steven John «Steve» Valentine (n. Bishopbriggs, Escocia; 26 de octubre de 1966) es un actor británico-estadounidense que se dio a conocer por su papel del excéntrico criminalista Nigel Townsend en la serie de televisión de la NBC Crossing Jordan. 
Ha intervenido en películas como Mars Attacks! o Spider-Man 3, y ha participado como artista invitado en series de televisión como House, Monk, Will & Grace o Charmed. También prestó su voz a los personajes de Harry Flynn y Alistair en los videojuegos Uncharted 2: Among Thieves y Dragon Age: Origins, respectivamente, así como al ministro de primavera en la película Tinker Bell. En Wizards of Waverly Place: The Movie interpretó a Archie el Mago. Es bien conocido por interpretar desde 2009 el papel del cantante Derek Júpiter en la serie original de Disney XD, I'm in the Band.

## Filmografía
Televisión
| Año       | Título                    | Rol                            | Notas                    |
| --------- | ------------------------- | ------------------------------ | ------------------------ |
| 2000-2001 | Nikki                     | Martine                        | Secundario               |
| 2001      | Charmed                   | Eames                          | Capítulo 11. Temporada 3 |
| 2001-2007 | Crossing Jordan           | Dr. Nigel Townsend             | Principal                |
| 2007      | House M.D                 | Mago Señor Finn                | Capítulo 8. Temporada 4  |
| 2009      | Monk                      | Karl Torini / The Great Torini | Capítulo 15 Temporada 7  |
| 2009-2011 | Estoy en la banda         | Derek Júpiter                  | Principal                |
| 2013      | Anger Management          | Dr. Lesley Moore               |                          |
| 2013      | Crímenes Mayores          | Peter Page                     | Capítulo 10 Temporada 2  |
| 2016      | Rosewood                  | Jimmy Amiel                    |                          |
| 2018      | Modern Family             | Doctor Randy                   |                          |
| 2017-2019 | Mickey y los superpilotos |                                |                          |
|           |                           |                                |                          |

Cine
| Año  | Título                                       | Rol                         |
| ---- | -------------------------------------------- | --------------------------- |
| 1996 | Mars Attacks!                                | Director de TV              |
| 1999 | No mires bajo la cama                        |                             |
| 2003 | El final de la muerte                        |                             |
| 2007 | Spider-Man 3                                 | Fotógrafo                   |
| 2008 | Tinker Bell                                  | Ministro de primavera (voz) |
| 2009 | Los Hechiceros de Waverly Place: La película | Archie                      |
| 2009 | Cuento de Navidad                            | Funerario (voz)             |
| 2010 | Avalon High                                  | Sr. Moore                   |
| 2012 | Tinker Bell: El secreto de las hadas         | Ministro de primavera (voz) |
| 2013 | Teen Beach Movie                             | Les Camembert               |
| 2014 | Las aventuras de Peabody y Sherman           | Ay (voz)                    |
| 2015 | The Walk                                     |                             |
| 2015 | Teen Beach 2                                 | Les Camembert               |

Videojuegos
| Año  | Título                             | Rol                         |
| ---- | ---------------------------------- | --------------------------- |
| 2014 | Dragon Age: Inquisition            | Alistair                    |
| 2011 | Star Wars: The Old Republic        | Sith Warrior                |
| 2011 | Dragon Age II                      | Alistair, voces adicionales |
| 2010 | Clash of the Titans                | Axis                        |
| 2010 | Dragon Age: Origins Awakening      | Alistair                    |
| 2009 | Dragon Age: Origins                | Alistair                    |
| 2009 | Uncharted 2: Among Thieves         | Harry Flynn                 |
| 1995 | Goosebumps: Escape from Horrorland | Scarecrow/Stretch           |